# Valentin (släkt)
Valentin, är en svensk släkt av judisk börd som härstammar från ett antal barn till Philip Isaac Valk Valentin som under första halvan av 1800-talet inflyttade till Göteborg från Inowrocław i Polen. Släktens medlemmar har gjort ett starkt avtryck i både Sveriges näringslivs- och kulturhistoria genom kända musiker, författare, journalister, forskare och affärsmän.

## Kända medlemmar
- Isaac Philip Valentin (1812-1898), invandrade till Göteborg från Inowrocław i Polen och sysselsatte sig som köpman.
  - Karl Valentin (1853-1919), känd tonsättare och musikskriftställare. Invaldes som ledamot nr. 492 av Kungliga Musikaliska Akademien den 20 december 1897 och var akademiens sekreterare 1901-1918
    - Guido Valentin (1888-1963), journalist och författare. Gift med skådespelaren Barbro Kollberg och morfar till Peter Haber.
- Henriette Pauline Leman (1806-1834), gifte sig med den från Amsterdam inflyttade Isaac Leman som 1948 var en av grundarna till Göteborgs Privatbank.
- Dorothea Debora Valentin (1809-1888), gifte sig efter systerns död med dennes änkling Isaac Leman.
  - Philip Leman (1837-1905), advokat, kommunpolitiker och riksdagsman i Göteborg. Var med och grundade både Sveriges advokatsamfund samt den advokatbyrå som idag utgör grunden i Linklaters svenska verksamhet.
- Marcus Valentin (1814-1896), fabrikör och språklärare i Göteborg. Gift med Hedvig Pineus.
  - Oscar Valentin (1843-1929). 
    - Hugo Valentin (1888-1963), historiker och författare av populärhistoria. Valentin var initiativtagare till bildandet av Samfundet Sverige–Israel 1953
      - Mirjam Valentin, gift Israel (1920-1996), psykolog och tidningskrönikör som var en av initiativtagarna till Barnbyn Skå. Gift med sociologen Joachim Israel
        - Dan Israel (1950), förlagschef på Ordfront och Leopard förlag.